# Iconoclasts
『Iconoclasts』（アイコノクラスツ）は、スウェーデンのゲームクリエイターであるヨアキム・サンドバーグ（Joakim Sandberg）が開発したアクションアドベンチャーゲーム。
「ワン・コンサーン（One Concern）」という組織に管理された世界を舞台に、組織から違法と判断されたメカニックの少女ロビンがエージェントから逃れながら旅を続け、世界に隠された謎に迫っていく。

## システム
サイドビューのマップを探索しながら攻略するという、いわゆるメトロイドヴァニアの形式になっている。道中ではパズル的な要素もあり、後述のアイテムを駆使しながら解き進めていく。
各所にある「クラフト台」では、冒険の中で入手した素材を消費することで、様々な補助効果を付加する装備品「カスタム」を作成できる。装備はセーブポイントである「セーブ像」で行い、最大3つまで装備できる。ロビンがダメージを受けるたびに装備スロットの右側から壊れて使用不可となるが、敵を倒したときなどに現れる「アイボリースクエア」の取得により回復する。また、設計図を入手すると、作成できるカスタムの種類が追加される。
一部の人物との会話で選択肢が表示されることがあるが、その選択結果は、エンディングの変化や最終ボス戦の悪夢のパートにおけるボスの攻撃性に影響を与える。
発売後の無料アップデートにより、ボス戦を連続で行うボスラッシュモードと低難易度のリラックスモードが追加された。

## アイテム
スタンガン
近距離の敵を攻撃する。近くの敵を自動的に狙う。チャージ後に撃つことで高威力になり通路を塞ぐ岩を破壊できる。
レンチ
各所にあるナットを締めて仕掛けを作動させる。また、打撃攻撃をしたり敵が放つ飛び道具を跳ね返したりすることができる。物語が進行すると以下のものにバージョンアップされる。
エレキレンチ
「レンチ」の要素に加え、一部の箇所に引かれた「エレキレール」にぶら下がって移動したり電気に反応する仕掛けを作動させたりできる。
ガルバーニレンチ
「エレキレンチ」の要素に加え、後述のローラーボムで発射するものに電気を帯びさせることができる。
ローラーボム
爆弾を前方に放出する。チャージ後に撃つとロケットが発射される。
ユザーパーショット
中距離の敵を攻撃する。チャージ後に撃って一部の障害物や敵に当てると場所が入れ替わる。

## 世界観
前述のように、舞台となる世界はワン・コンサーンにより管理されている。ワン・コンサーンは「スターワーム（Starworm）」という存在を神と崇め、「マザー（Mother）」と呼ばれる女性がスターワームと交信するといわれている。
ワン・コンサーンは一般市民の職業の指定や燃料の配給などを行い、教会などを通じて教義の浸透を図ろうとしている。一方で、ワン・コンサーンに従わない人々には「聖罰」が下され、住居が破壊されたり、時に命を奪われたりする。
「アイボリー（Ivory）」という液体燃料が主要なエネルギー源となっているが、ワン・コンサーンによる消費などが原因で枯渇が懸念されているため、ワン・コンサーンはアイボリーがあると見られる月へ向けてロケットを飛ばす計画を策定している。一方、ワン・コンサーンの化学部門「ケミコカンパニー（ChemiCo company）」に属する一部の化学者たちは「ケミコ・コントラ（ChemiCo Contra）」という組織を結成し、新たなエネルギー源の調査をワン・コンサーンの許諾を得ず秘密裏に進めている。なお、人々から「海賊」と呼ばれて迫害されワン・コンサーンと反目する民族「イシ（Isi）」に伝わる種は、アイボリーと反応して爆発する作用がある。
ワン・コンサーンに属するエージェントや一部の選ばれた人物たちは、純粋なアイボリーで満たされた「トランセンダー（Transcender）」という槽に数か月間漬かることで自身の体に超自然的な変化をもたらしている。彼らの体内ではアイボリーが血液として流れ、数百年を生きることができる。そして、常人ならば死に至る大怪我を負っても強力な自然治癒効果により即座に回復する。ただし、前述のイシの種を体内に取り込むと血液中のアイボリーと反応し死亡する。

## 主な登場人物
以下の人物のうち、ミナ、エルロ、ロイヤルは一部の場面で操作キャラクターとなったりボス戦でロビンに加勢したりする。
ロビン (Robin)
人里離れた地域「ブロックロック（Blockrock）」に住むメカニック。17歳。作中で台詞は表示されないが、時折表示されるふきだしのアイコン画像や様々な仕草により感情が表現される。
ワン・コンサーンの化学者だった父ポルロ（Polro）の死後、集落「第17地区（Settlement 17）」で人々の修理作業を担っていたが、活動が無許可であることをワン・コンサーンに咎められ、追われる身となる。
ミナ (Mina)
海中の集落「イシルガー（Isilugar）」出身のイシの民。
ワン・コンサーンに捕らえられていたがロビンの助力により脱出し、その後、後述のエージェント・ブラックにさらわれた知人のサンバ（Samba）の救出のためロビンに協力を仰ぐ。体臭が強く、周りからたびたび指摘される。
操作時にはショットガンで銃弾を連射したり銃身で打撃攻撃を行ったりする。
エルロ (Elro)
ワン・コンサーンの元化学者。ロビンの兄で、ロビンのことを「ヒマワリ」と呼ぶ。
父の不可解な死を機にワン・コンサーンに憎しみを募らせ、エージェントたちを殺害するために行動を起こす。一方、聖罰により妻と娘を亡くし、エージェント・ブラックとの対峙時には片腕を失う。
操作時には移動速度が遅く、剣で突いたり薙ぎ払ったりして攻撃する。
ロイヤル (Royal)
ワン・コンサーンのメンバーの一人。マザーの息子。
マザーの次代を担う選ばれた存在だと自負している自信家だが、周囲からは能力を認められていない。エージェントに襲われるロビンを救ったことを機にワン・コンサーンと決別し、ロビンの冒険に同行する。
エージェント・ブラック (Agent Black)
ワン・コンサーンのエージェントの一人。本名はマデリン（Madelyn）。物語の序盤では、大声で対話相手を威嚇するエージェント・ホワイト（Agent White）が同行している。
ロビンの行く先々で姿を現し命を狙う。一方で、親しい間柄だったエージェント・グレイ（Agent Grey）を殺害したエルロに強い憎しみを抱いている。慢性的な頭痛に悩まされ、苛立ちが募ると突発的に凶行に及ぶこともある。
クローム総督 (General Chrome)
ワン・コンサーンのエージェントたちの上官。カウボーイハットをかぶり上半身裸の格好をしている。直属の部下として、常に唯々諾々の態度をとるトロ（Tolo）を連れている。
会話の端々で手持ちの聖書の言葉を引用し行動も聖書の規範に従うという信心深さを持つ。一方、マザーの姿勢に対しては懐疑的で、マザーに代わり民衆を導こうと企んでいる。
マザー (Mother)
ワン・コンサーンで神と交信するとされる女性。惑星の形を変える力を持っているともいわれる。
人々からの崇敬を広く集めているが、実際は、アイボリーが枯渇し世界が終焉に向かっている現状に対して何もしないばかりか、終焉の原因はロイヤルと仲間たちにあると主張し、自身はロケットに乗り宇宙へ脱出しようとする。

## 開発
ヨアキム・サンドバーグは、本作のグラフィック、音楽、シナリオ、プログラミングの全てを一人で手掛けている。2007年に本作のベースとなるプロジェクト「Ivory Springs」を開始した後、2010年より実際のプロジェクトを開始し、途中でモチベーションを失い軌道に乗らない時期があったものの7年から8年をかけて完成させた。「Ivory Springs」はコメディ的な作風だったが、年齢を重ねる中で意識が変化し、製品版は序盤の展開こそ同じだがより暗い内容となった。
本作のグラフィックは全編にわたりドット絵で表現されているが、サンドバーグはアートスタイルで影響を受けたゲームソフトとして『モンスターワールドIV』『メトロイドフュージョン』『メタルスラッグ』を挙げている。

## 評価
- A 5th of BitSummit 「International Award」ノミネート[6]
- Spillprisen 2018 「Beste spilldesign（最優秀ゲームデザイン）」「Årets spill（ゲームオブザイヤー）」受賞[7]